# Raúl Chaparro
Raúl de la Cruz Chaparro (3 de mayo de 1953, Formosa, Argentina) es un exfutbolista de nacionalidad argentina que se desempeñaba en la posición de centrodelantero. Fue internacional con la Selección de fútbol de Argentina. Es el hermano mayor del también exjugador Rolando Aníbal Chaparro.

## Historia
Conductor elegante, hábil e inteligente, con precisos toques cortos y juego vistoso, además de una excelente cuota de definición, también anotaba goles de cabeza a pesar de su baja estatura. Surgido en las inferiores de Sastre Sport de Formosa, llegó al fútbol rentado en 1971, con una oportunidad en San Lorenzo de Almagro, donde le costó afirmarse a pesar de su habilidad e inteligencia para moverse en espacios reducidos. 
La consolidación llegó jugando para Tigre, club en donde tuvo el mejor paso por su carrera, desde 1975 hasta 1978. Debutó contra Talleres de Escalada y anotó su primer gol en la victoria 3-1 contra Deportivo Morón. Ese año fue el goleador de Tigre y del campeonato con 23 tantos. En el club de Victoria contando las diferentes etapas jugó un total de 137 partidos y anotó 61 goles.
Más tarde pasó por San Martín de Tucumán (en el conjunto ciruja anotó 37 goles en 46 partidos) antes de arribar en 1980 a Instituto de Córdoba. En 1981, Chaparro se consagró goleador del torneo que, para muchos, fue el mejor de la historia del fútbol argentino: el Metropolitano que ganó Boca Juniors de la mano de Diego Armando Maradona. Con 20 tantos, aventajó por dos al uruguayo Juan Ramón Carrasco, de Racing Club, y por tres al propio Maradona. Hasta 1982 disputó para el club de Alta Córdoba 64 partidos y anotó 37 goles.
Desde 1982 a 1989 pasó por River Plate, Rosario Central, una tercera etapa en Tigre, Belgrano de Córdoba, Racing de Córdoba y Colón de Santa Fé, acumulando 301 partidos y 101 goles. 
Finalmente se despidió del fútbol profesional jugando en la Primera B con Defensores de Belgrano, en la temporada 1989-90.

## Selección argentina
César Menotti lo convocó en la previa del Mundial de España 1982. Debutó en un amistoso ante Checoslovaquia, sustituyendo en el segundo tiempo a José Valencia. Aquel día compartió equipo con Diego Maradona. 
Para la reconocida revista El Gráfico fue el mejor jugador de la cancha con 7 puntos. Recibió del propio César Menotti un elogio que causó revuelo en los diversos medios periodísticos: "Si Chaparro tuviera quince centímetros más sería mejor que Maradona".
Luego fue al banco ante Alemania Federal. Faltaban tres semanas para el Mundial y Chaparrito se quedó afuera en el último corte, junto a Edgardo Bauza, Jorge Gordillo y Enzo Búlleri.

## Trayectoria
| Club                        | País      | Período   | PJ  | G   |
| --------------------------- | --------- | --------- | --- | --- |
| San Lorenzo de Almagro      | Argentina | 1971-1974 | 11  | 1   |
| Gimnasia y Esgrima de Jujuy | Argentina | 1973      | 12  | 3   |
| Tigre                       | Argentina | 1975-1977 | 87  | 48  |
| Chacarita Juniors           | Argentina | 1977      | 5   | 0   |
| Tigre                       | Argentina | 1978      | 32  | 10  |
| San Martín de Tucumán       | Argentina | 1978-1980 | 46  | 37  |
| Instituto de Córdoba        | Argentina | 1980-1982 | 64  | 37  |
| River Plate                 | Argentina | 1982-1983 | 39  | 10  |
| Rosario Central             | Argentina | 1983-1985 | 73  | 29  |
| Tigre                       | Argentina | 1986      | 18  | 3   |
| Belgrano de Córdoba         | Argentina | 1984-1985 | 26  | 25  |
| Racing de Córdoba           | Argentina | 1987-1988 | 73  | 16  |
| Colón                       | Argentina | 1988-1989 | 47  | 12  |
| Defensores de Belgrano      | Argentina | 1989-1990 | 25  | 6   |
| Total                       | Total     | Total     | 558 | 237 |

## Palmarés

### Campeonatos nacionales
| Torneo           | Club                   | País      | Año    |
| ---------------- | ---------------------- | --------- | ------ |
| Primera División | San Lorenzo de Almagro | Argentina | M-1972 |
| Primera División | San Lorenzo de Almagro | Argentina | N-1972 |
| Primera B        | Rosario Central        | Argentina | 1985   |

### Otros logros
| Torneo                | Club  | País      | Año  |
| --------------------- | ----- | --------- | ---- |
| Ascenso al Nacional B | Tigre | Argentina | 1986 |

### Distinciones individuales
| Distinción                                     | Año  |
| ---------------------------------------------- | ---- |
| Máximo goleador de Primera B (23 goles)        | 1975 |
| Máximo goleador de Primera División (20 goles) | 1981 |